# Damien Orphée Legrand de Boislandry
 (octobre 2023).
Si vous disposez d'ouvrages ou d'articles de référence ou si vous connaissez des sites web de qualité traitant du thème abordé ici, merci de compléter l'article en donnant les références utiles à sa vérifiabilité et en les liant à la section « Notes et références ».
Damien Orphée Legrand de Boislandry, né le 29 avril 1750 à Orléans, mort le 18 novembre 1829 à Paris, était un militaire français.

## Biographie
Il est le fils de Damien Legrand de Boislandry,  négociant, juge-consul à Orléans, d'une famille de L'Aigle (Orne), et de Marie Magdeleine Tassin, originaire d'Orléans.
Il est le frère de Charles Robert Legrand de Boislandry (1755-1831), officier et agent d'Anne Charles de Montmorency, duc de Luxembourg (1737-1803). Leur cousin-germain Louis Legrand de Boislandry (1750-1834), économiste, a été député à l'Assemblée constituante.
Marié en 1802 à Bailleul (Orne) à Nicole Pollin du Moncel, il a eu deux filles, épouses du Lau d’Allemans et de Brossin de Méré.

### Carrière militaire
Il entre aux Gardes du corps du roi (Compagnie de Luxembourg) le 1er mai 1766. Grièvement blessé au combat de Jersey en décembre 1780, il est emmené comme prisonnier en Angleterre.
En novembre 1788 il est fait chevalier de Saint-Louis et promu capitaine au régiment Commissaire Général, en garnison à Abbeville. 
Émigré en août 1791, il fait la campagne de 1792 dans l’Armée des Princes. Alors que nombre d'officiers y servent comme simples soldats, ses qualités militaires lui valent d'être nommé, dès 1793, colonel commandant le régiment de Waldstein.
Après l'échec de l'expédition de Quiberon, dont ce régiment devait constituer la seconde vague de débarquement, ce corps est transféré en 1796 à la Martinique, toujours sous ses ordres Le régiment de Waldstein, à la solde de l'Angleterre, était presque entièrement composé de soldats allemands mais commandé par des officiers français, notamment le marquis de La Ferronnays, l'un des capitaines.
En décembre 1801, après plus de dix années d'émigration, dont plus de cinq passées à la Martinique, il quitte le commandement de son régiment, dès l’annonce des futures lois d’amnistie (votées en avril 1802), et rentre en France et refuse cependant tout service à l’Empire.
Nommé maréchal de camp par ordonnance du 4 février 1815, il prend son service le 1er juillet 1815, au lendemain des « cent jours ». Il est bientôt nommé lieutenant du roi et commandant de la place de Strasbourg le 4 août 1816. Il quitte ces fonctions et le service actif le 5 août 1818. Commandeur de l’Ordre de Saint-Louis (20 août 1823), il l’était aussi de l’Ordre de Hesse.
Mort le 18 novembre 1829 à Paris, 68 rue Neuve-des-Mathurins, il est inhumé le 20 novembre à Versailles au cimetière Saint-Louis.